# Horningsea
Horningsea – wieś w Anglii, w hrabstwie Cambridgeshire, w dystrykcie South Cambridgeshire. Leży 6 km na północny wschód od miasta Cambridge i 85 km na północ od Londynu. Miejscowość liczy 331 mieszkańców.